# Césarpriset för bästa film
Césarpriset för bästa film (franska: César du meilleur film) är ett franskt filmpris, som delas ut till årets bästa franska film. Det delas ut varje år vid Césargalan sedan 1976, med undantag för 1979.

## Vinnare
| År   | Svensk titel                | Originaltitel                       | Regissör                |
| ---- | --------------------------- | ----------------------------------- | ----------------------- |
| 1976 | Dubbelbössan                | Le Vieux Fusil                      | Robert Enrico           |
| 1977 | Mr. Klein                   | Monsieur Klein                      | Joseph Losey            |
| 1978 | Ödets hand                  | Providence                          | Alain Resnais           |
| 1980 | Tess                        | Tess                                | Roman Polański          |
| 1981 | Sista tåget                 | Le Dernier Métro                    | François Truffaut       |
| 1982 | Kampen om elden             | La Guerre du feu                    | Jean-Jacques Annaud     |
| 1983 | Tjallaren                   | La Balance                          | Bob Swaim               |
| 1984 | I afton dans                | Le Bal                              | Ettore Scola            |
| 1984 | Länge leve kärleken...      | À nos amours                        | Maurice Pialat          |
| 1985 | Muta & kör!                 | Les Ripoux                          | Claude Zidi             |
| 1986 | Ungkarlsbabyn               | 3 hommes et un couffin              | Coline Serreau          |
| 1987 | Thérèse                     | Thérèse                             | Alain Cavalier          |
| 1988 | Vi ses igen, barn           | Au revoir, les enfants              | Louis Malle             |
| 1989 | Camille Claudel             | Camille Claudel                     | Bruno Nuytten           |
| 1990 | För vacker för dig!         | Trop belle pour toi                 | Bertrand Blier          |
| 1991 | Cyrano de Bergerac          | Cyrano de Bergerac                  | Jean-Paul Rappeneau     |
| 1992 | All världens morgnar        | Tous les matins du monde            | Alain Corneau           |
| 1993 | Våldsamma nätter            | Les nuits fauves                    | Cyril Collard           |
| 1994 | Smoking/No Smoking          | Smoking/No Smoking                  | Alain Resnais (2)       |
| 1995 | Den vilda vassen            | Les Roseaux sauvages                | André Téchiné           |
| 1996 | Medan vi faller             | La Haine                            | Mathieu Kassovitz       |
| 1997 | Löjets skimmer              | Ridicule                            | Patrice Leconte         |
| 1998 | On connaît la chanson       | On connaît la chanson               | Alain Resnais (3)       |
| 1999 | Änglars drömliv             | La Vie rêvée des anges              | Erick Zonca             |
| 2000 | Vénus Beauté (Institut)     | Vénus Beauté (Institut)             | Tonie Marshall          |
| 2001 | I andras ögon               | Le Goût des autres                  | Agnès Jaoui             |
| 2002 | Amelie från Montmartre      | Le Fabuleux Destin d'Amélie Poulain | Jean-Pierre Jeunet      |
| 2003 | The Pianist                 | The Pianist                         | Roman Polański (2)      |
| 2004 | De barbariska invasionerna  | Les Invasions barbares              | Denys Arcand            |
| 2005 | L'Esquive                   | L'Esquive                           | Abdellatif Kechiche     |
| 2006 | Mitt hjärtas förlorade slag | De battre mon cœur s'est arrêté     | Jacques Audiard         |
| 2007 | Lady Chatterleys älskare    | Lady Chatterley                     | Pascale Ferran          |
| 2008 | Couscous                    | La Graine et le mulet               | Abdellatif Kechiche (2) |
| 2009 | Séraphine                   | Séraphine                           | Martin Provost          |
| 2010 | En profet                   | Un prophète                         | Jacques Audiard (2)     |
| 2011 | Gudar och människor         | Des hommes et des dieux             | Xavier Beauvois         |
| 2012 | The Artist                  | The Artist                          | Michel Hazanavicius     |
| 2013 | Amour                       | Amour                               | Michael Haneke          |
| 2014 | Me, Myself and Mum          | Les Garçons et Guillaume, à table!  | Guillaume Gallienne     |
| 2015 | Timbuktu                    | Timbuktu                            | Abderrahmane Sissako    |
| 2016 | Fatima                      | Fatima                              | Philippe Faucon         |
| 2017 | Elle                        | Elle                                | Paul Verhoeven          |
| 2018 | 120 slag i minuten          | 120 battements par minute           | Robin Campillo          |
| 2019 | Allt för min son            | Jusqu'à la garde                    | Xavier Legrand          |
| 2020 | Les Misérables              | Les Misérables                      | Ladj Ly                 |
| 2021 | Farväl fårskallar           | Adieu les cons                      | Albert Dupontel         |
| 2022 | Förlorade illusioner        | Illusions perdues                   | Xavier Giannoli         |
| 2023 | Natten till den 12:e        | La nuit du 12                       | Dominik Moll            |
| 2024 | Fritt fall                  | Anatomie d'une chute                | Justine Triet           |